# Balon (film)
Balon è un film del 2017 diretto da Pasquale Scimeca.

## Trama
Isoke' e Amin sono due fratelli che vivono in un villaggio dell'Africa. Quest'ultimo viene assalito dai predoni e i due fratelli decidono di fuggire e raggiungono la Libia dove vengono catturati da una milizia e fatti lavorare in regime di schiavitù. 
Alla fine riescono a salire su un barcone verso una destinazione sconosciuta.